# Gaishorn am See
Gaishorn am See osztrák mezőváros Stájerország Liezeni járásában. 2017 januárjában 1288 lakosa volt.

## Elhelyezkedése

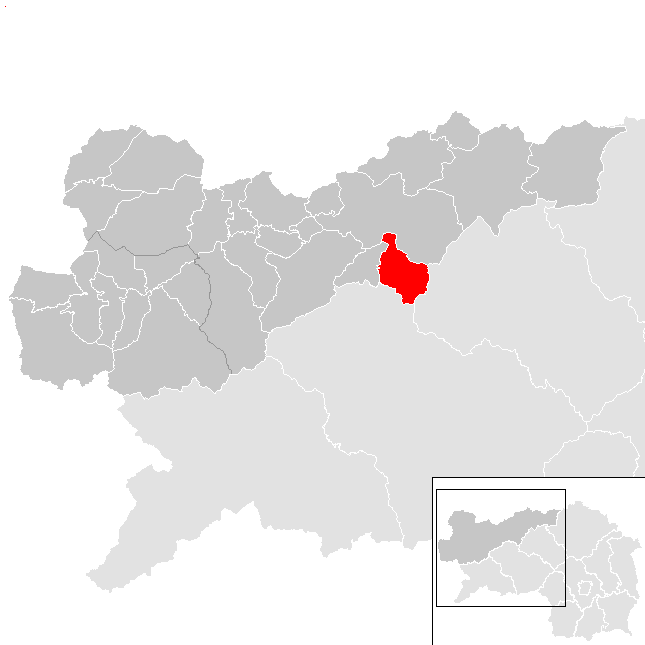
Gaishorn am See a Liezeni járásban

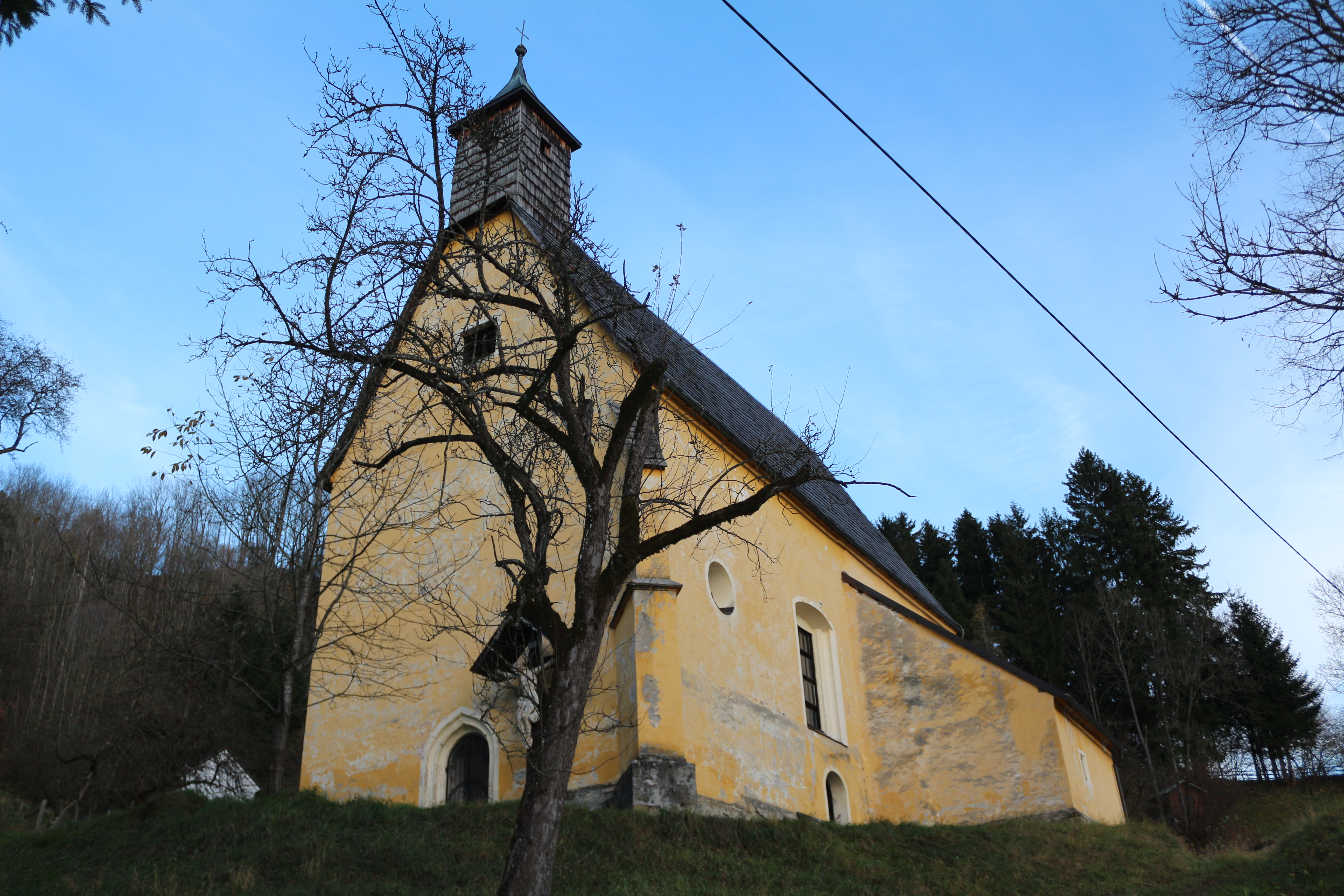
A Szt. Virgil-templom

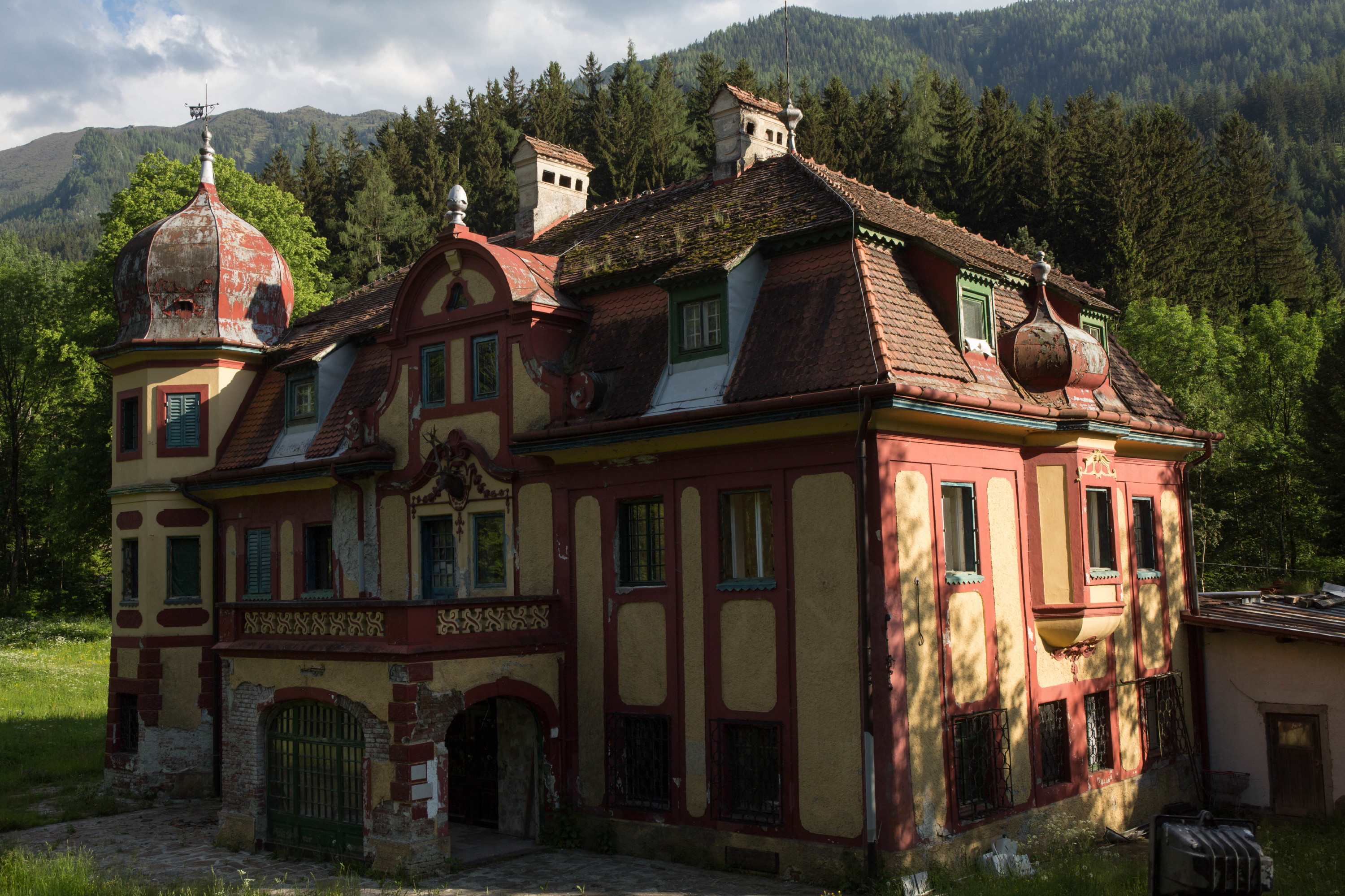
A Paltenstein-kastély

Gaishorn am See Felső-Stájerország északi részén fekszik, a Palten (az Enns jobb mellékfolyója) völgyében. A települést északról az Ennstali-Alpok, keleten az Eisenerzi-Alpok, délen a Seckaui-Tauern, nyugaton a Rottenmanni-Tauern hegységek veszik körül. Legnagyobb állóvize Gaishorni-tó. Az önkormányzat 4 települést egyesít: Au bei Gaishorn am See (361 lakos), Furth (29), Gaishorn am See (571) és Treglwang (327).
A környező önkormányzatok: nyugatra Trieben, északra Admont, délkeletre Wald am Schoberpaß, délnyugatra Hohentauern.

## Története
Gaishorn a Palten-völgyet beborító hatalmas erdőségről, a Gaizzerwaldról kapta a nevét. Először 1160-ban említik Gaizzar néven. 1480-ban a török portyázók elpusztították a templomot, amelyet gótikus stílusban építettek újjá.
1960-ban mezővárosi rangot kapott. Mai nevét 1990-ben vette fel.
A 2015-ös stájerországi közigazgatási reform során az addig önálló Treglwang községet Gaishorn am See-hez csatolták.

## Lakosság
A Gaishorn am See-i önkormányzat területén 2017 januárjában 1288 fő élt. A lakosság szám 1971-ben érte el csúcspontját 1715 fővel, azóta csökkenő tendenciát mutat. 2015-ben a helybeliek 95,3%-a volt osztrák állampolgár; a külföldiek közül 1,2% a régi (2004 előtti), 2,4% az új EU-tagállamokból érkezett. 2001-ben a lakosok 69,3%-a római katolikusnak, 21,8% evangélikusnak, 2,1% mohamedánnak, 5,7% pedig felekezet nélkülinek vallotta magát.

## Látnivalók

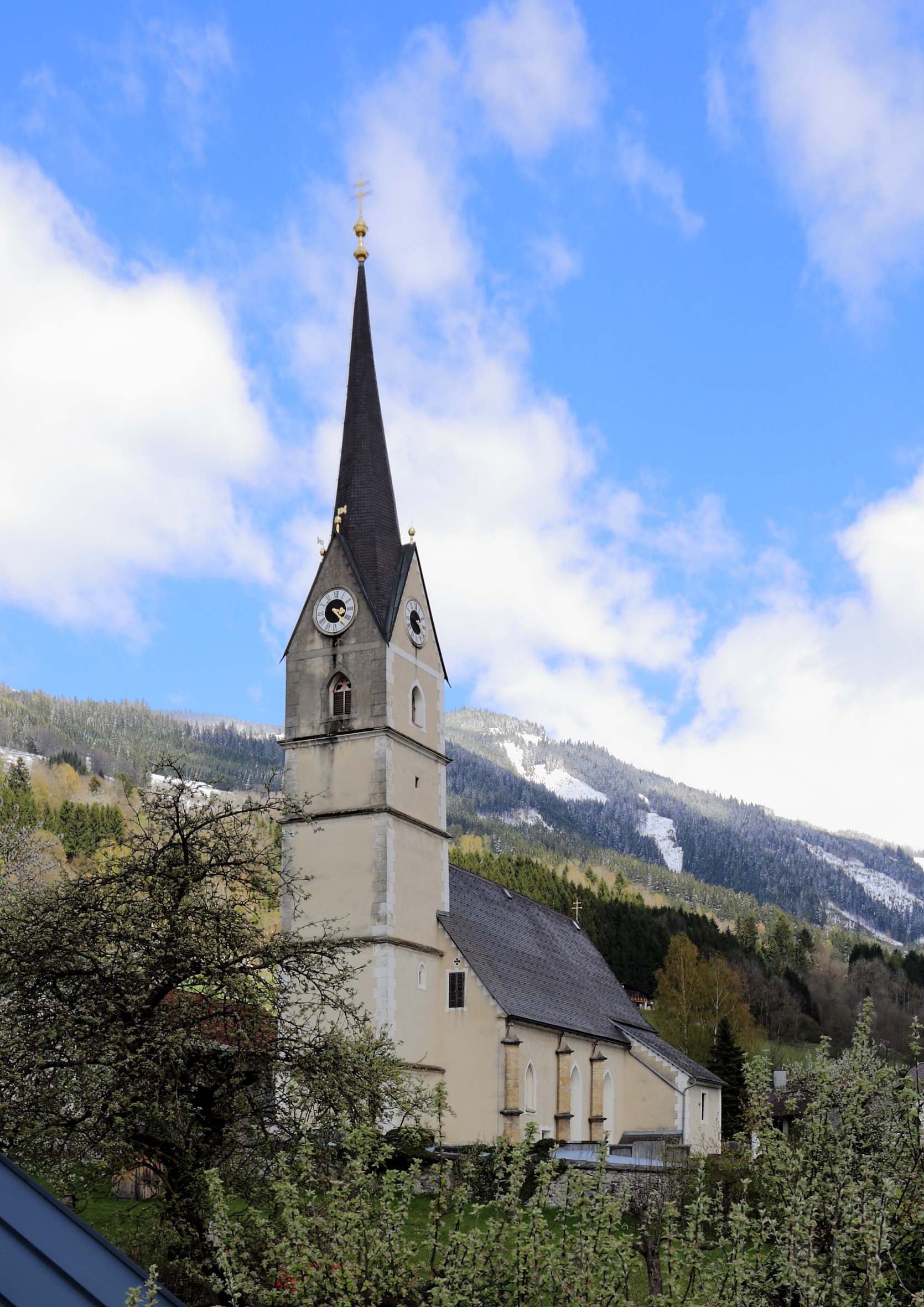
A Szentháromság-plébániatemplom

- a Szentháromság-plébániatemplom 1495-ben épült a török pusztítás után.
- a Szt. Virgil-templomot 1524-ben építették újjá a török támadás után.
- a Paltenstein-kastély (volt hámorfelügyelőség)
- az evangélikus templom
- Treglwang volt községházája
- a Gaishorni-tó

## Fordítás
- Ez a szócikk részben vagy egészben  a   Gaishorn am See című német Wikipédia-szócikk ezen változatának fordításán alapul.  Az eredeti cikk szerkesztőit annak laptörténete sorolja fel. Ez a jelzés csupán a megfogalmazás eredetét és a szerzői jogokat jelzi, nem szolgál a cikkben szereplő információk forrásmegjelöléseként.